# Эмпузы
Эмпузы (лат. Empusa) — род богомолов из семейства эмпузовых (Empusidae).

## Описание
Встречаются в Африке, Азии и Южной Европе.
Шпоры бёдер средних и задних ног короткие (у близкого рода Hemiempusa они длинные), не превосходят длину апикальных лопастей. Проторакс продольный (в несколько раз длиннее своей ширины). Усики самцов гребенчатые. Вершина головы имеет выступ.

## Классификация
Род включает 11—14 современных видов:
- Empusa binotata Serville, 1839 — [не синоним вида guttula согласно данным Roy 2004 p. 8]
- Empusa fasciata Brulle, 1832 — Египет, Алжир, Греция, Герцеговина, Крит, Индия, Иран, Израиль, Иордания, Словения, Палестина, Румыния, Турция, Кипр
- Empusa guttula Thunberg, 1815 — Египет, Алжир, Ангола, Эфиопия, Буркина-Фасо, Камерун, ЮАР, Индия, Кения, Ливия, Мадагаскар, Марокко, Намибия, Сомали, Танзания, Чад, Тунис
  - = Gongylus guttulus Thunberg, 1815
- Empusa hedenborgii Stel, 1877 — Египет, Эфиопия, Иран, Йемен, Саудовская Аравия, Сомали, Судан, ОАЭ
- Empusa longicollis Ramme, 1951 — [не синоним вида fasciata согласно данным Roy 2004 p. 9]
- ? Empusa megalocephala Gistel, 1856 — Судан
- ? Empusa murati Chopard, 1940 — Мавритания
- Empusa pennata (Thunberg, 1815) — Алжир, Канарские острова, Индия, Иран, Ливия, Марокко, Сардиния, Сицилия, Испания, Тунис, Шри-Ланка
  - = Empusa pauperata (Fabricius, 1781)typus
  - = Empusa humbertiana Saussure, 1869
  - = Empusa servillei Saussure, 1872
  - = Empusa brachyptera Fischer von Waldheim, 1846
  - = Mantis clavata Goeze, 1778
  - = Empusa egema Charpentier, 1841
  - = Empusa europaea  Fieber, 1853
  - = Empusa occidentalis  Fieber, 1853
  - = Mantis pauperata Fabricius, 1781
  - = Mantis pauperata Rossi, 1783 — [nec pauperata Fabricius, 1781]
  - = Mantis pectinata Drury, 1770 — Ямайка; nomen dubium
  - = Gongylus pennatus  Thunberg, 1815
  - = Mantis spuria  Goeze, 1778 — nomen dubium
  - = Mantis tricornis  Goeze, 1778 — nomen dubium
  - = Phantoma variabilis Risso, 1826
- Empusa pennicornis (Pallas, 1773) — Азия
- Empusa romboidae Lindt, 1976
  - Подвид Empusa nana  Lindt, 1976 — Таджикистан
  - Подвид Empusa romboidae  Lindt, 1976 — Таджикистан
- Empusa simonyi Krauss, 1902 — Сокотра, Йемен
- Empusa spinosa Krauss, 1902 — Оман, Саудовская Аравия
- Empusa uvarovi Chopard, 1921 — Израиль, Индия, Ирак